# Miloš Juhás
Miloš Juhás (* 11. září 1964) je bývalý slovenský fotbalový brankář.

## Fotbalová kariéra
V československé lize hrál za ZVL Žilina. Nastoupil ve 12 ligových utkáních.

## Ligová bilance
| Ročník                                   | Zápasy | Góly | Klub       |
| ---------------------------------------- | ------ | ---- | ---------- |
| 1. československá fotbalová liga 1987/88 | 12     | 0    | ZVL Žilina |
| CELKEM                                   | 12     | 0    |            |